# Ma che sei tutta matta?
Ma che sei tutta matta? (The Main Event) è un film statunitense del 1979 diretto da Howard Zieff.

## Trama
La magnate dei profumi Hillary Kramer perde la sua compagnia ed è finanziariamente rovinata quando il suo contabile fugge in Sud America. Tra i pochi averi rimasti trova un contratto di gestione con un pugile inattivo, acquistato a titolo di detrazione fiscale. Decide di costringere Eddie "Kid Natural" Scanlon, che ora è un istruttore di guida, a tornare sul ring per recuperare le sue perdite. Eddie pensa che questo lo farà solo uccidere e cerca di resistere. Mentre il ritorno non convenzionale di Eddie procede, si ritrova coinvolto in conflitti e storie d'amore con il suo improbabile manager.
Hillary tenta di addestrare il ragazzo, anche se mostra una totale ignoranza riguardo allo sport, tanto che legge un libro sulla boxe a Kid Natural mentre si allena sul ring. Trovando un passaggio che si riferisce al gioco di gambe, dice: "Penso che significhi prenderlo a calci".
Hillary progetta di fare fortuna mettendo in scena "la partita che non c'è mai stata" con Hector Mantilla. Hector e il ragazzo erano stati entrambi squalificati anni prima ai Giochi Panamericani per cattiva condotta prima della partita. Da allora Hector è diventato un professionista di successo. Nella scena finale, il ragazzo affronta Hector e lo sta sconfiggendo quando Hillary si rende improvvisamente conto che se il ragazzo vince, la loro collaborazione finirà e lei non lo vedrà più. Quindi conclude in modo scioccante la partita gettando la spugna, corre sul ring, dichiara il suo amore per il ragazzo e lo bacia mentre i titoli di coda iniziano a scorrere.